# Districtul Ras El Oued
Ras El Oued este un district din provincia Bordj Bou Arreridj, Algeria.